# Joachim Jeremias
Joachim Jeremias, född den 20 september 1900 i Dresden, död den 6 september 1979 i Tübingen, var en luthersk teolog, orientalist och  abbot i Bursfelde.

## Biografi
Joachim Jeremias levde 1910-1915 i Jerusalem, där hans far Friedrich Jeremias var prost i den evangelisk-lutherska Erlöserkirche. 1922 och 1923 avslutade han sina studier i teologi och orientaliska språk med varsin doktorsexamen (han blev alltså dubbeldoktor, såväl Dr.phil. som Dr.theol.). 
Efter sin habilitation inom ämnet Nya Testamentets exegetik i Leipzig 1925 blev han e.o. professor och direktor för Institutum Judaicum i Berlin, sedan professor i Greifswald (1929). 
Slutligen övergick han 1935 till Göttingen, där han stannade till sin emeritering. Från 1968 till 1971 var Jeremias abbot i klostret Bursfelde i Weserbergland. 
Hans sönet är den nytestamentlige forskaren Gert Jeremias och den gammaltestamentlige Jörg Jeremias.
Hans forskningar byggde på breda fackkunskaper inom teologi, filologi historia, geografi och arkeologi. Hans huvudsakliga intresse gällde rekonstruktionen av Jesu förkunnelse mot bakgrund av den samtida judendomen.
Joachim Jeremias erhöll talrika utmärkelser. Så var han hedersdoktor vid universitetet i Leipzig, vid universitetet i St. Andrews (i Skottland), vid Uppsala universitet (Sverige) liksom vid universitetet i Oxford.